# Princeton (Wisconsin)
Pour les articles homonymes, voir Princeton.
Princeton est une ville du comté de Green Lake dans l’État du Wisconsin, aux États-Unis.

## Personnalités
- Emma Gillett (1852-1927), avocate.